# Xiphophyllum connexum
Xiphophyllum connexum är en insektsart som först beskrevs av Brunner von Wattenwyl 1895.  Xiphophyllum connexum ingår i släktet Xiphophyllum och familjen vårtbitare. Inga underarter finns listade i Catalogue of Life.